# جون دي جويت
جون دي جويت كاتب ومحرر إنجليزي عن أدب شكسبير. وهو أستاذ دراسات شكسبير بجامعة برمنغهام ونائب مدير معهد شكسبير.
ولد جويت في لانكشر بإنجلترا، وحصل على البكالوريوس والماجستير من جامعة نيوكاسل أبون تاين، وحصل على درجة الدكتوراه من جامعة ليفربول. كانت أطروحة الدكتوراه الخاصة به عبارة عن نسخة من مأساة هوفمان لهنري شيتل (1983). ذهب إلى مطبعة جامعة أكسفورد كمحرر أكاديمي لطبعة أكسفورد من أعمال شكسبير الكاملة (1986-1987). كان محاضرًا في جامعة وايكاتو في هاملتون بنيوزيلندا، ودرّس لمدة عام في جامعة جلاسكو. تم تعيينه في معهد شكسبير عام 1993. وهو المحرر العام لجريدة شكسبير الجديدة من أكسفورد والمحرر العام لسلسلة Arden Early Modern Drama، وهي سلسلة تنشر الدراما غير الشكسبيرية في أوائل العصر الحديث؛ ويعمل في هيئة تحرير جمعية مالون والمجلس الاستشاري لإصدارات شكسبير للإنترنت.

## المنشورات الرئيسية
- Chettle, Henry. The Tragedy of Hoffman (1983) University of Liverpool.
- William Shakespeare, Complete Works (1986, rev. 2005) ed. with Wells, Taylor, and Montgomery, Oxford University Press.
- William Shakespeare: A Textual Companion (1987) With Wells, Taylor, and Montgomery, Oxford University Press.
- Shakespeare, William.  Richard III (2000) Oxford University Press.
- Shakespeare, William, and Thomas Middleton. Timon of Athens (2004) Oxford University Press.

## روابط خارجية
- The New Oxford Shakespeare Project
- The Shakespeare Institute
- Thomas Middleton, the Collected Works